# Iglesia de San Pedro de Alcántara (Alcántara)
La iglesia de San Pedro de Alcántara es un templo católico del siglo XVII ubicado en la villa española de Alcántara, en la provincia de Cáceres.
Está construida sobre la casa natal del santo franciscano Pedro de Alcántara, patrón de Alcántara y de Extremadura e impulsor del movimiento de los franciscanos descalzos. El templo actual fue construido a finales del siglo XVII, tras la canonización del santo. Desde 1680 se encargaron de la custodia del templo los clérigos regulares menores, que establecieron aquí un pequeño convento que duró hasta el siglo XIX.
Se ubica en el extremo occidental del casco antiguo de la villa, unos cuarenta metros al oeste de la iglesia de Santa María de Almocóvar.  El edificio fue candidato a Bien de Interés Cultural entre 1982 y 1991.

## Historia
El lugar en el que se ubica la actual iglesia era una vivienda, en la cual nació en 1499 el noble de origen leonés Juan de Garavito y Vilela de Sanabria. Este hombre, bajo el seudónimo de "Pedro de Alcántara", se hizo fraile de la Orden Franciscana, dentro de la cual fue uno de los principales impulsores del movimiento de los franciscanos descalzos, que defendía el carácter austero de la vida conventual. Las ideas de Pedro de Alcántara tuvieron tal impacto en la orden que los franciscanos descalzos eran conocidos como los "alcantarinos". Tras el fallecimiento de este clérigo en 1562, desde 1593 existen documentos que reflejan que la casa era considerada un lugar importante para los vecinos de la villa.
Pedro de Alcántara se convirtió con el tiempo en el personaje más ilustre de la historia alcantarina: fue beatificado en 1622 y canonizado en 1669. Inmediatamente tras su canonización, los alcantarinos se organizaron para construir una iglesia dedicada a este santo, sufragada por los vecinos de la villa: en 1673, se nombró una comisión presidida por Diego de Aponte y Zúñiga (desde 1699 conocido como el I Marqués de Torreorgaz) para pedir limosnas con el fin de erigir el templo. A cargo del templo quedaron los clérigos regulares menores, quienes se establecieron aquí en 1680. En el Catastro de Ensenada de 1752, el "colegio de padres clérigos regulares menores", "titular de San Pedro de Alcántara", era uno de los tres conventos masculinos de la villa y se componía de dieciséis religiosos; sin embargo, en el Interrogatorio de la Real Audiencia de Extremadura de 1791, se distinguía por sus escasas rentas y pequeño tamaño: solamente vivían aquí cinco frailes de misa y dos legos.
El convento quedó suprimido formalmente en 1835, como consecuencia de la desamortización de Mendizábal. Sin embargo, es probable que en los años anteriores ya estuviese abandonado, pues el diccionario de Madoz de mediados del siglo XIX ya menciona que "la iglesia como todo el convento están casi arruinados y no ofrecen cosa notable".
Con el tiempo, el templo conventual fue recuperándose por iniciativa de los vecinos de la villa para que pasase a ser uno de los edificios de la parroquia local: una de las primeras obras principales tuvo lugar en 1902, cuando mediante un legado se reconstruyeron las bóvedas del templo. El apoyo vecinal e institucional al mantenimiento de este templo, por su gran importancia histórica para la villa, ha continuado en el siglo XXI: en 2006 la Junta de Extremadura rehabilitó la mayor parte del tejado con una obra que costó treinta mil euros, y en 2013 los vecinos organizaron una caragolada para recaudar fondos con los que terminar la reparación.

## Descripción
Está construida principalmente con mampostería, excepto el imafronte que es de sillería granítica. La iglesia es de una sola nave con tres tramos, cubierta con bóvedas de cañón con lunetos y reforzadas por arcos fajones, estando la cabecera cerrada por una bóveda semiesférica sobre pechinas, sobre la cual hay en el exterior en el lado de la epístola una pequeña espadaña. En esta cabecera, tras la capilla mayor hay una segunda estructura de menor tamaño, cubierta por una cúpula con cupulín, que en su origen fue camarín y pasó a utilizarse como sacristía; actualmente, la función de sacristía la hace una pequeña sala ubicada junto a este camarín en el lado de la epístola. A los pies del templo se ubica un coro, apoyado en tres arcos rebajados y en bóvedas de arista.
En el imafronte, de sobrio estilo barroco pero con inspiración herreriana, la portada se abre con un arco de medio punto, flanqueada por columnas toscanas de alto pedestal. Encima, una hornacina, encuadrada por pilastras, aloja la escultura de San Pedro de Alcántara. A cada lado de la hornacina hay un ojo de buey. Remata el paramento una sencilla cornisa decorada con triglifos y metopas. En el lado de la epístola hay una portada de estilo parecido a la principal, rematada por un frontón partido por una cruz.
De su interior destacan dos retablos barrocos de hacia 1720, uno en el altar mayor y otro en el lado del evangelio. El retablo mayor es de un cuerpo y alberga una hornacina con columnas salomónicas a los lados, dentro de la cual se ubica una imagen del siglo XVIII de San Pedro de Alcántara; en su parte superior hay una Virgen con Niño al óleo de principios del siglo XVIII. El del lado del evangelio, que se corresponde con la capilla natalicia construida sobre la habitación donde nació el santo, es similar al retablo mayor y alberga otra imagen de San Pedro de Alcántara en la hornacina. El interior del templo alberga también imágenes del Nazareno y Nuestra Señora de la Soledad del siglo XVIII y un Cristo en la columna del siglo XIX. En 2006, la cofradía compró a un anticuario de Reus otra imagen del santo para el templo que, si bien no forma parte del patrimonio histórico-artístico de esta iglesia, destaca por su antigüedad: se ha datado a finales del siglo XVII, unos años después de que San Pedro de Alcántara fuese canonizado.

## Uso actual
El templo, que depende de la parroquia de Santa María de Almocóvar, está a cargo de la "Hermandad de Nuestra Señora de Guadalupe y San Pedro de Alcántara", una cofradía fundada en 1994 que se encarga del mantenimiento del edificio y que ha coleccionado en su interior varios objetos relacionados con el santo, formando un pequeño museo.
La iglesia alberga una misa semanal los sábados por la tarde. Alberga también los actos religiosos de la fiesta patronal de la villa, que se celebra anualmente el 19 de octubre.